# 飞驰的人生
《飞驰的人生》是电影《飞驰人生》中的一首歌曲， 由老狼演唱，尹约作词，高晓松担任制作人并作曲。

## 创作者
以下内容整理自虾米音乐。
所属专辑：飞驰的人生
作词：尹约
作曲：高晓松
编曲：龙隆
厂牌：亭东影业

## MV发布
2019年1月30日，《飞驰的人生》MV发布，由高晓松作曲，尹约作词，老狼演唱。